# Луций Опий Салинатор
Луций Опий Салинатор (на латински: Lucius Oppius Salinator) е политик на Римската република през началото на 2 век пр.н.е. по време на Втората македонско-римска война (200 -197 пр.н.е.).

## Биография
Произлиза от плебейската фамилия Опии.
През 197 пр.н.е. той е народен трибун заедно с Квинт Фулвий по времето на консулата на Гай Корнелий Цетег и Квинт Минуций Руф. В храма на Белона двамата трибуни се противопоставят на искането на консулите да честват триумф. Те са против общата заявка на двамата консули да честват военните си победи, трябвало да кандидатстват поотделно. След два дена дебати трибуните успяват да се наложат и се разрешава с пълногласие триумф само на Цетег, а на Минуций се отказва понеже няма големи успехи и има много жертви. Затова Минуций организира свое частно триумфално шествие на планината Албани.
През 193 пр.н.е. той е плебейски едил; през 192 пр.н.е. е в Сицилия; през 191 пр.н.е. претор и получава управлението на Сардиния.